# Lepilemur mustelinus
Lepilemur mustelinus là một loài động vật có vú trong họ Lepilemuridae, bộ Linh trưởng. Loài này được I. Geoffroy mô tả năm 1851.

## Hình ảnh

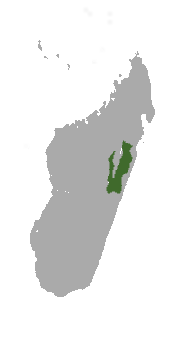